# اليمن العليا
اليمن العليا واليمن السفلى هي مناطق المرتفعات الشمالية الغربية في اليمن، أو ما تعرف حالياً بالمرتفعات الشمالية والمرتفعات الجنوبية. ويمثل جبل سمارة في محافظة إب حدود المنطقتين.
وعُرفت اليمن العليا في القرن الماضي كموطن للزيدية، ومن أهم مناطقها مدينة ذمار وحجة، والعاصمة صنعاء.